# Bo, l'enfant pluie
Pour les articles homonymes, voir Bo.
 (juillet 2014).
Bo, l'enfant pluie (allemand : Die Falle, « Le Piège ») est un roman jeunesse de l'Allemand Gunter Preuss (de) illustré par Christiane Pieper (de) inspiré des contes africains publié en 2000 par arsEdition (de). Sa traduction française a été publiée en 2002 par Flammarion dans la collection du Père Castor.

## Résumé
Dans le désert du Kalahari, en Afrique, une tribu, les Bushmen, meurent de soif et ne voient pas la grande pluie arriver. Bo, un jeune garçon, remarque que les babouins, eux, ne meurent pas de soif. Grâce aux anciens et à son amie Ada, il va essayer de percer le secret d'une source cachée...